# Houstonia subviscosa
Houstonia subviscosa là một loài thực vật có hoa trong họ Thiến thảo. Loài này được (C.Wright ex A.Gray) A.Gray mô tả khoa học đầu tiên năm 1859.